# فدرالیست (وب‌سایت)
فدرالیست (انگلیسی: The Federalist) یک مجله آنلاین محافظه کار و پادکست آمریکایی است که سیاست، سیاست، فرهنگ و مذهب را پوشش می‌دهد و یک خبرنامه منتشر می‌کند.
در طول دنیاگیری کووید-۱۹، فدرالیست مطالب بسیاری را منتشر کرد که حاوی اطلاعات نادرست درباره دنیاگیری کووید-۱۹، شبه‌علم و متناقض یا ارائه نادرست توصیه‌های مقامات بهداشت عمومی بود.